# A重油
A重油（Aじゅうゆ）とは、主として燃料に用いられる重質の石油製品の一つである。性質は軽油に近く、用途も軽油と共通する部分が多い。

## 概要
重油は、原油分留後の残渣油と軽油を混合した重質油である。JIS規格によって、動粘度により「1種 - 3種」に分類されており、順に「A重油」「B重油」「C重油」と呼ばれる。このうち軽油成分が90%を占めるものがA重油に分類される。このためA重油は性質としては軽油に近く、ディーゼルエンジンの燃料や、特に硫黄分を嫌う金属の精錬用燃料などに用いられる。
日本の税制上、軽油には1リットルあたり32.1円の税金（軽油引取税）がかかる。精製原価を超える租税がかかるため、無税のA重油をトラック燃料に用いようとする脱税行為が後を絶たない。管轄省庁では簡易に検査できるように、A重油にはクマリンを混入することを義務づけている。クマリンはブラックライトにより蛍光する為、簡易に軽油とA重油を、または混合の有無を識別することが可能である。
また、A重油を自動車のディーゼルエンジンの燃料に使用する行為は、現在では税制面のみならずエンジンの設計・構造上も認められていない。2000年代以降の自動車用ディーゼルエンジンでは、排気ガス対策としてEGRやDPF、触媒を設けており、またガソリンエンジン同様燃料噴射やノックコントロールなどを電子制御ECUで行っている。そのため、熱量や硫黄含有量の異なるA重油を使用すると、トルク低下・黒煙増大・バルブリセッション（バルブやバルブシートが腐食してしまいバルブが閉じる事が出来なくなる）の原因となり、最終的に内燃機関の寿命を縮める事になる。さらに、冬季における軽油からA重油への切り替えについては、始動性が悪化することもある。
船舶や、定置発電用等のディーゼルエンジンの燃料としては広く用いられている。
2018年（平成30年）頃の日本においては、小型船の多くはA重油を燃料としていたが、燃料消費量の多い大型船は価格の低いC重油を主用していた。しかし、C重油は硫黄分含有率の高いものが多く、船舶の排出ガス中の硫黄酸化物（SOx）による環境汚染が問題視されるようになり、2008年の海洋汚染防止条約の改正により、2020年以降、船舶燃料油中の硫黄分濃度を0.5%以下とするよう規制が強化されることとなった（改正前は3.5%以下）。この規制強化への対応策の一つとして、燃料油の低硫黄A重油への転換があり、以後は大型船においてもA重油の採用が増加することとなる。
農林漁業用途向けにも広く使用される。主な用途としては、育苗や温室栽培の加温、収穫物乾燥、漁船燃料、煮干製造、畜産糞尿処理等がある。農林漁業の特定用途に使用されるA重油については、石油石炭税の免税・還付制度が設けられている。
ボイラー燃料や、建物空調用燃料にも用いられる。

## A重油の規格
- 引火点:60℃以上
- 動粘度（50℃）:20cSt（mm2/s）以下
- 流動点:5℃以下
- 残留炭素分:質量4％以下
- 水分:容量0.3％以下
- 灰分:質量:0.05％以下
- 硫黄分:質量2.0％以下
- 非課税
- クマリンを含むこと